# Мати Салминен
Матти Салминен (на фински: Matti Salminen, роден на 7 юли 1945 в Турку) е финландски бас, пял във всички известни опери в света, включително Метрополитън опера и Bayreuth Festival. Има договор с операта в Цюрих и освен това често пее в родната си Финландия. Най-известен е с ролите си в оперите на Вагнер, като Gurnemanz и Titurel (Parsifal), King Marke (Тристан и Изолда), Fasolt и Fafner (Das Rheingold / Siegfried), Hunding (Die Walküre) и Hagen (Götterdämmerung). Други известни негови роли са Филип ІІ (Дон Карлос на Джузепе Верди), Sarastro (Die Zauberflöte на Моцарт) и малки участия в The Horseman на Aulis Sallinen и Распутин на Einojuhani Rautavaara.
|  | Тази страница частично или изцяло представлява превод на страницата Matti Salminen в Уикипедия на английски. Оригиналният текст, както и този превод, са защитени от Лиценза „Криейтив Комънс – Признание – Споделяне на споделеното“, а за съдържание, създадено преди юни 2009 година – от Лиценза за свободна документация на ГНУ. Прегледайте историята на редакциите на оригиналната страница, както и на преводната страница, за да видите списъка на съавторите. ВАЖНО: Този шаблон се отнася единствено до авторските права върху съдържанието на статията. Добавянето му не отменя изискването да се посочват конкретни източници на твърденията, които да бъдат благонадеждни. |